# Monsen Auto Garage
Monsen Auto Garage war ein US-amerikanischer Hersteller von Automobilen. Eine andere Quelle gibt die Firmierung Monsen Automobile Garage an.

## Unternehmensgeschichte
Adolph Monsen betrieb einen Autohandel an der Clark Street 329 in Chicago in Illinois. In der Chicago Tribune vom 22. August 1907 wird eine Monsen Automobile Garage genannt. Monsen stellte ab 1908 einige Automobile her. Der Markenname lautete Monsen. Laut einer Quelle gründete er erst 1910 mit einem Startkapital von 10.000 US-Dollar offiziell die Monsen Auto Garage. Die Gründung einer solchen Gesellschaft mit dem genannten Startkapital in Chicago wird bestätigt. Allerdings werden die Namen William Brown, William Sherman Hay und A. Wright bzw. J. M. Wright genannt. In einer Quelle lautet die Firmierung Monsen Auto Garage Co., in der anderen nur Monsen Auto Garage.
1910 endete die Fahrzeugproduktion.
Monsen war später an der Revere Motor Company beteiligt.

## Fahrzeuge
Zu den Fahrzeugen liegen keine Daten vor.